# Мержанов Мирон Іванович
Мержанов Мирон Іванович (вірм. Մերուժանյանց Միհրան Հովհաննեսի; 23 вересня 1895 — грудень 1975) — радянський архітектор. У 1934—1941 роках — особистий архітектор Йосипа Сталіна, автор проєктів дач Сталіна і вищих керівників СРСР в Кунцеві, Мацесті, Бочаровому Струмку.
У 1943—1954 роках репресований, працював в архітектурних «шарашках» від Сочі до Комсомольська-на-Амурі. Автор проєктів Золотих Зірок Героя Радянського Союзу і Героя Соціалістичної Праці (1938—1939 рр.).

## Біографія

### Ранні роки і початок кар'єри
Архітектор народився в місті Нахічевань-на-Дону (сьогодні — в межах міста Ростова-на-Дону) у заможній вірменській сім'ї. Батько Іван був чиновником та управителем на фабриці купця Унаняна в Слов'янську та далеким родичем Івана Айвазовського. Усі три сини Івана стали талановитими фахівцями — кожен у своїй галузі. Середній син і молодший брат Мирона Мартин став відомим спортивним журналістом, який заснував 1960 року тижневик «Футбол», молодший Яків працював театральним художником у Москві, але рано помер. До початку Першої світової війни Мирон встиг закінчити класичну гімназію і вступити в Санкт-Петербурзький Інститут цивільних інженерів. Працював креслярем у майстерні Олександра Таманяна, потім був призваний до війська, але на фронт потрапити не встиг.
Після жовтневої революції втік з голодного Петербургу додому, в Ростов. Намагаючись уникнути призову в денікінські війська першої лінії, добровільно вступив в інженерний батальйон Білої армії, а після її розгрому оселився в Краснодарі. У 1920—1923 роках продовжив навчання в Кубанському політехнічному інституті, легко увійшов у коло місцевих професіоналів, 1922 року одружився з дочкою кисловодського архітектора, Єлизаветою Еммануїлівною Ходжаєвою.
Перша самостійна споруда Мержанова — власний будинок в Кисловодську (1925). За ним побудували:
- критий ринок в Єсентуках
- будинок Держбанку в П'ятигорську[3]
- один із корпусів санаторію «10 років Жовтня» (нині «Перлина Кавказу») в Кисловодську.

У цих будівлях, що формально належать до конструктивізму, проявився почерк Мержанова, який зберігся до кінця його днів — прагнення до ефектної монументальності будівель у поєднанні з романтизацією, зоровим полегшенням конструкцій, а також улюблена деталь архітектора — кутові балкони і кутові ніші, що розривають гладкі стіни будівель. Пізніше Мержанов називав своїми головними вчителями Івана Жолтовського та Френка Ллойда Райта.

### 1930-ті роки
1929 року Мержанов виграв відкритий конкурс на проєктування санаторію РСЧА в Сочі, який курирував особисто Климент Ворошилов. Санаторій, що фінансувався позикою серед військових, був відкритий 1 червня 1934 року і того ж року йому було присвоєно ім'я Ворошилова. Архітектор і нарком стали особистими друзями; дружба ця тривала і після відставки Ворошилова та звільнення Мержанова. Санаторій збудований у конструктивістській манері, але Мержанов навмисно маскував найбільш жорсткі конструктивістські елементи, гармонійно поєднавши прості геометричні форми з гірським рельєфом узбережжя. Образ санаторію і фунікулера, що примикає до нього, був розтиражований пропагандою, і Мержанов став одним із найбільш затребуваних радянських архітекторів.
1931 року Мержанова викликали до Москви і призначили головним архітектором госпуправління ЦВК СРСР. Одночасно з завершенням ворошиловського санаторію, за завданнями ЦВК Мержанов вибудував комплекс державних дач «Бочарів Струмок». Керував проєктуванням Військово-морської академії у Ленінграді, проєктуванням будівель для нового міста Комсомольськ-на-Амурі, спільно з Андрієм Буровим побудував московський Будинок архітекторів. У другій половині 1930-х років Мержанов будує в Кисловодську два великі санаторії — «Санаторій-готель НКВС» (нині «Кисловодськ») і «Червоні камені». Це вже безперечно сталінська архітектура, причому не обмежена в коштах на якісне оздоблення каменем, і яка зберегла типовий для архітектора «південний» романтизм.
У 1933—1934 роках Мержанов спроєктував першу сталінську дачу — т. зв. ближню дачу у Волинському. Спочатку одноповерховий будинок був надбудований до двох поверхів у 1943 році (за іншими джерелами 1948 р.), коли архітектор уже був ув'язнений; автор проєкту перебудови невідомий, але ймовірно, що був використаний проєкт самого Мержанова. 1934 року задоволений замовник викликав Мержанова особисто і поставив завдання спроєктувати комплекс державних дач у Мацесті, 1935 року — на Холодній річці поблизу Гагр. Усі ці об'єкти, спроєктовані в стилі модернізованої класики (див. постконструктивізм), рівновіддаленій від конструктивізму і від «сталінського ампіру», що дало деяким авторам (Д. Хмельницький) стверджувати, що особисті смаки Сталіна істотно відрізнялися від того, що фактично насаджувалося в радянській архітектурі.
1938 року Мержанов розробив кілька проєктів Золотої Зірки Героя Радянського Союзу (перші Герої нагороджувалися тільки орденом Леніна); був обраний найбільш лаконічний варіант. 1939 року він запропонував два варіанти медалі «Серп і Молот», на цей раз був обраний наймініатюрніший. Офіційне затвердження Зірок відбулося 1 серпня 1939-го і 22 травня 1940 року.

### Арешт і «шарашки»
Після початку Великої Вітчизняної війни Мержанов проєктував об'єкти цивільної оборони Москви, зокрема облаштування станції метро «Маяковська» перед історичним зборами 6 листопада 1941 року. Після евакуації більшості московських архітекторів до Чимкента Мержанов і Каро Алабян залишилися в Москві.
12 серпня 1943 року Мержанов, його дружина і близьке коло співробітників були арештовані. 8 березня 1944 року Мержанов був засуджений до 10 років таборів за статтею 58, ч. 10 КК РРФСР. Дружина Мержанова померла в таборах у середині 1940-х років, а сам архітектор, етапований у добре знайомий йому Комсомольськ-на-Амурі, був переведений табірним начальством із загального барака і знову зайнявся проєктуванням. У Комсомольську за його проєктом побудовано міський Палац культури та будинок культури авіазаводу.
1948 року Мержанов був етапований до Москви, де Віктор Абакумов особисто поставив йому завдання — спроєктувати для МДБ санаторій у Сочі. Архітектор працював у Сухановській в'язниці і в шарашці в Марфіні, де познайомився з Олександром Солженіциним. 1950 року проєкт був затверджений Абакумовим, і Мержанов приступив до будівництва свого найбільшого і, ймовірно, найкращого творіння — санаторію імені Дзержинського. Однак незабаром після арешту Абакумова в кінці 1951 року Мержанов був відсторонений від побудови і до березня 1953 року сидів в Іркутській тюрмі, потім у красноярській пересилці (санаторій добудували 1954 року).

### Звільнення
Формально звільнений 1954 року на безстрокове заслання, Мирон Мержанов влаштувався в Красноярську. З 1954 року очолював «Красноярскгражданпроект» (головним архітектором міста був теж засланець вірменин Геворг Кочар). За проєктами Мирона Мержанова в Красноярську тоді були побудовані крайовий Будинок Рад на площі Революції, Центральний райком КПРС, красноярське відділення Держбанку на вулиці Дубровинського, головний корпус медичного інституту, Палац культури заводу Красмаш — спроба повернутися від ампіру до конструктивізму, прибудова до кінотеатру «Совкино».

Реабілітований 30 травня 1956 року. 1960 року М. І. Мержанов виїхав із Красноярська в Москву. Працював у Моспроекті-1. Помер 1975 року.

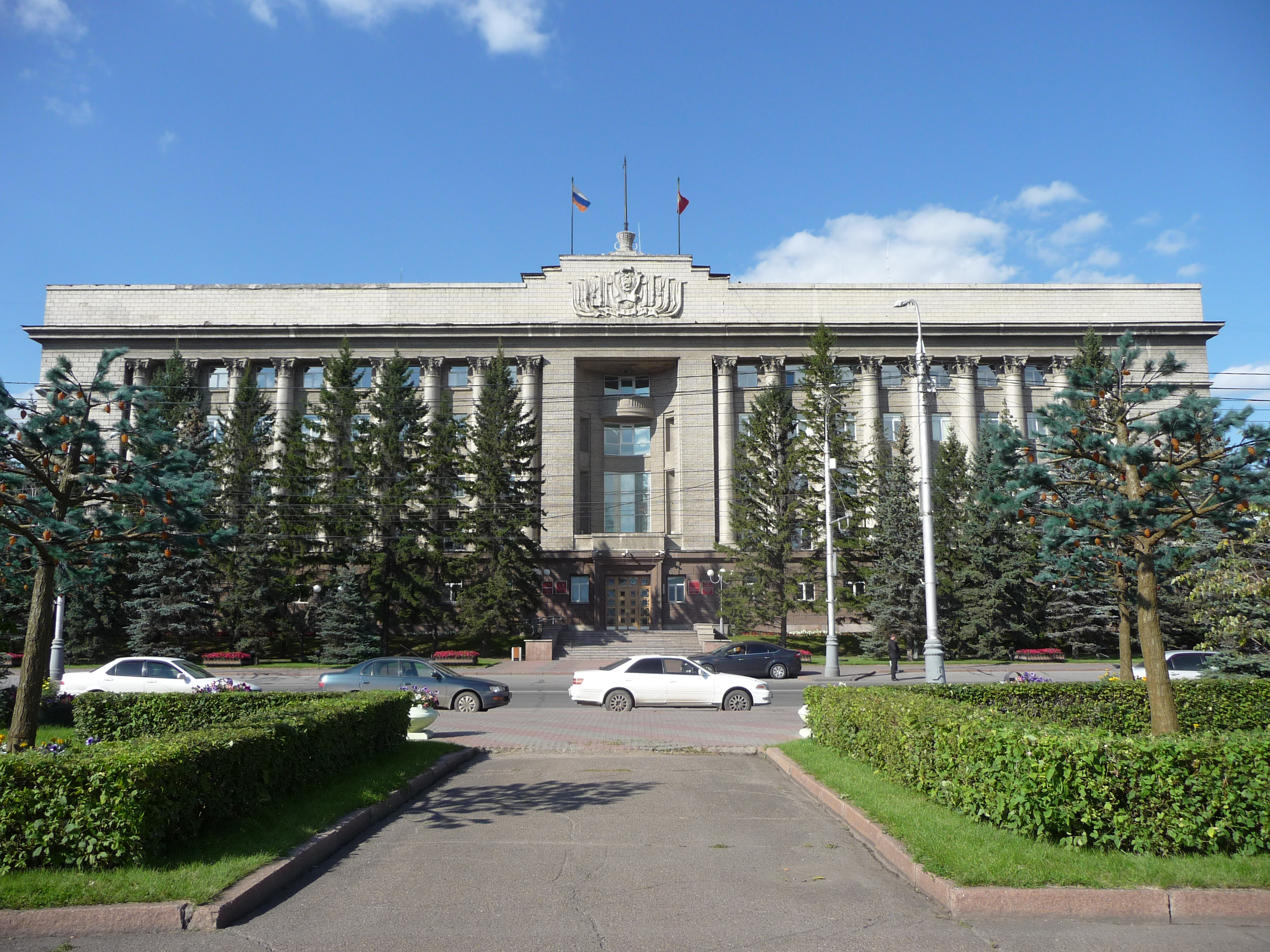
Будівля адміністрації Красноярського краю

## Родина
- Син — Мержанов, Борис Миронович (1929—2006) — доктор архітектури[6]
- Брат — Мержанов, Мартин Іванович (1900—1974)
- Онук — Мержанов, Сергій Борисович (р. 1959) — журналіст, краєзнавець